# 昇り竜 鉄火肌
『昇り竜 鉄火肌』(のぼりりゅうてっかはだ）は、1969年3月29日に公開された日活制作の任侠アクション映画で監督は石井輝男、主演は当時日本コロムビア所属の扇ひろ子、出演は他に小林旭、高橋英樹など。
石井輝男監督はテレビ番組で「新宿ブルース」を歌っていた扇ひろ子を偶然見て、主役に扇を起用した。

## あらすじ
大正時代、やくざの桜一家の親分が何者かに殺され、二代目となった桜勝美は、資金集めに東海道へ出向いた。流れ着いた町で父親の旧友を苦しめていたやくざを撃退するも、誤ってその組の親分を射った罪で、刑務所に入れられてしまう。出所した桜勝美が自分の組へと戻ると、桜一家は安川組に脅かされていた。

## 配役
- 扇ひろ子：桜勝美
- 山本陽子：女囚あき
- 藤竜也：猛
- 小池朝雄：寛吉
- 佐山俊二：まわり仁義の男
- 由利徹：まわり仁義の男
- 深江章喜：能勢
- 郷えい治：松
- 桂小かん：真一
- 美波節子：清子
- 加原武門：浜市
- 河野弘：三島
- 杉山俊夫：稔
- 殿岡ハツエ：女囚お銀
- 秋とも子：女囚おけい
- 新井麗子：女囚梅
- 森みどり：女囚お君
- 丹下キヨ子：女囚おたつ
- 安部徹：安川
- 高橋英樹：箱政
- 小林旭：政

## スタッフ
- 監督・脚本：石井輝男
- 企画：児井英生
- 音楽：八木正生
- 撮影：北泉政
- 美術：柳生一夫
- 編集：井上治

## 主題歌
- 「仁義」（歌：扇ひろ子）
  - 作詞：丘灯至夫／作曲・編曲：和田香苗

## 併映作品
- 『さくら盃 義兄弟（監督：中川信夫）